# 巴西獨立紀念碑
巴西獨立紀念碑（葡萄牙語：Monumento à Independência do Brasil）是一座花崗岩及青銅的紀念碑雕塑，位於巴西聖保羅的獨立公園。又稱伊皮蘭加紀念碑（葡萄牙語：Monumento do Ipiranga）或祖國祭壇（葡萄牙語：Altar da Pátria）。
紀念碑位於伊皮蘭加布魯克河畔，攝政王佩德罗一世宣布巴西独立歷史遺址上。
該紀念碑由意大利雕塑家赫克托·希梅內斯和意大利建築師曼弗雷多·曼弗雷迪慶祝巴西獨立一百週年設計建造。

## 地下室
皇家地穴和教堂位於紀念碑內。地下室建於1972年，用於安放佩德羅一世皇帝（又名葡萄牙國王佩德羅四世）及其妻子奥地利的玛丽亚·莱奥波尔迪娜和洛伊希滕貝格的阿美莉的遺體。根據當時的巴西皇室佩德羅·恩里克 (奧爾良-布拉干薩)的要求，地下室被奉為天主教教堂。他同意允許將他祖先的屍體轉移到紀念碑上，條件是這個地方被奉獻為天主教墓地，有天主教祭壇可舉行彌撒。故佩德羅一世、洛伊希滕貝格的阿美莉遺體從Royal Pantheon of the House of Braganza轉移到里斯本；而奥地利的玛丽亚·莱奥波尔迪娜則從里约热内卢聖安東尼修道院的皇家陵墓搬走。

## 圖片

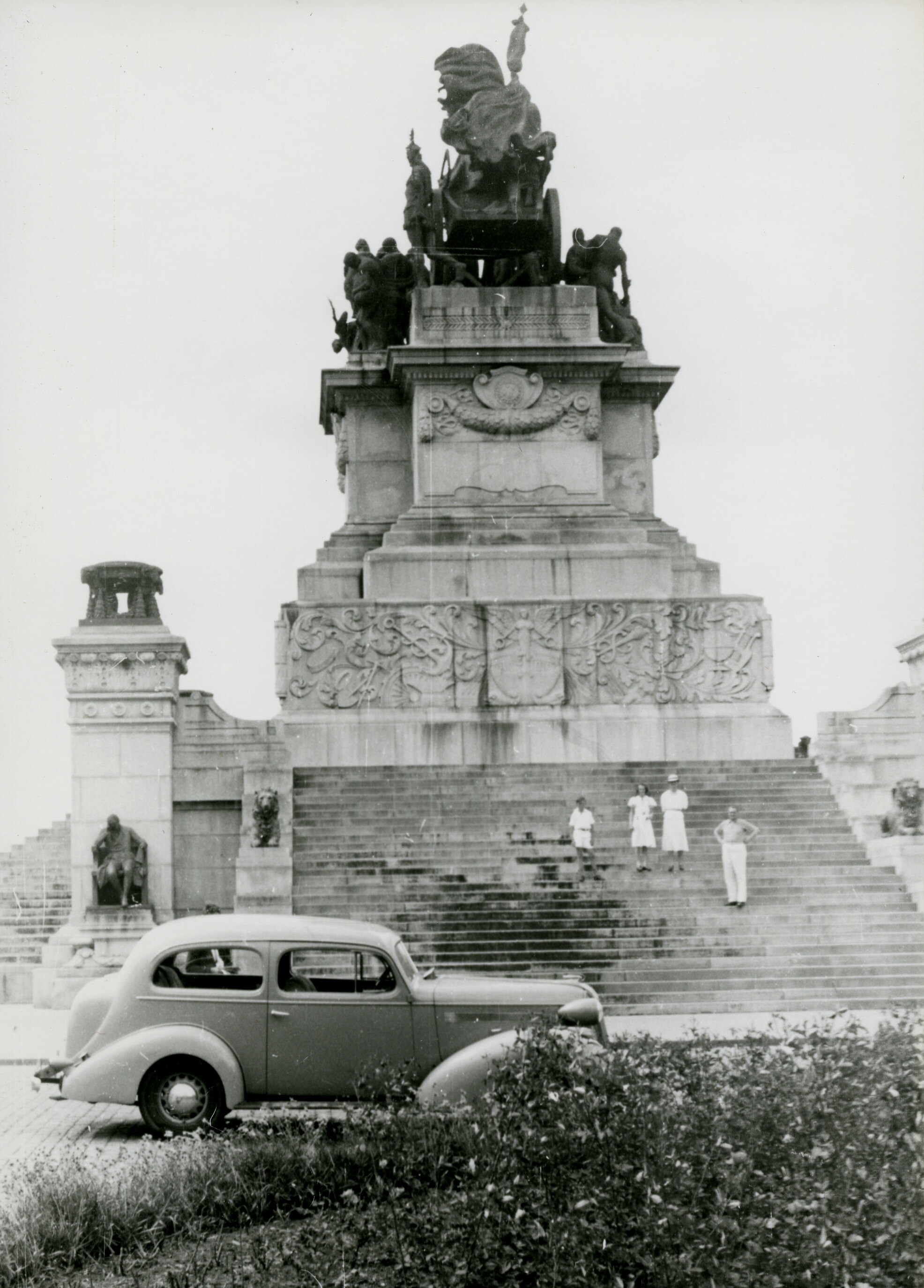
1937年的紀念碑
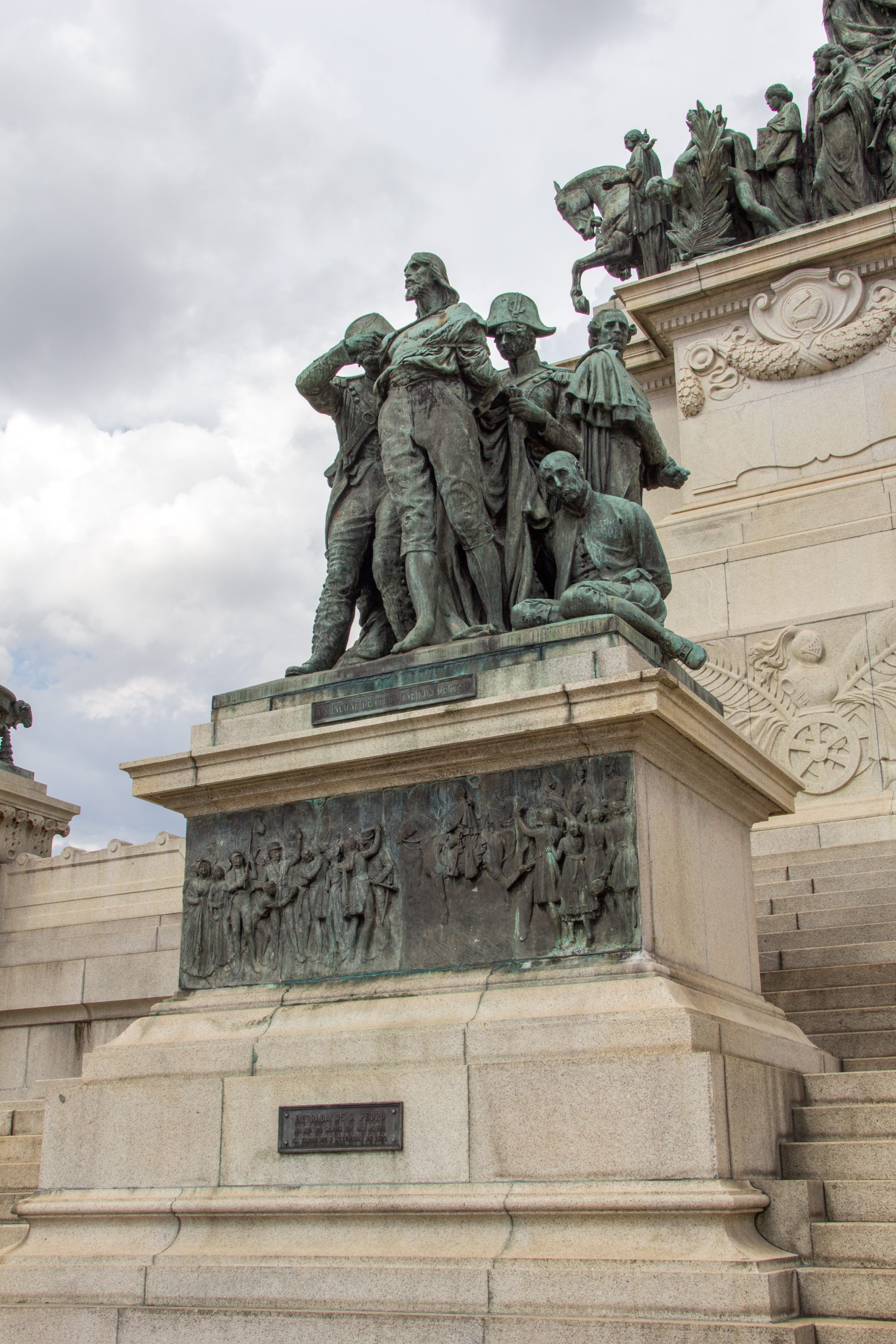
1789年代表Minas Gerais Conspiracy（英语：Inconfidência Mineira）的雕塑
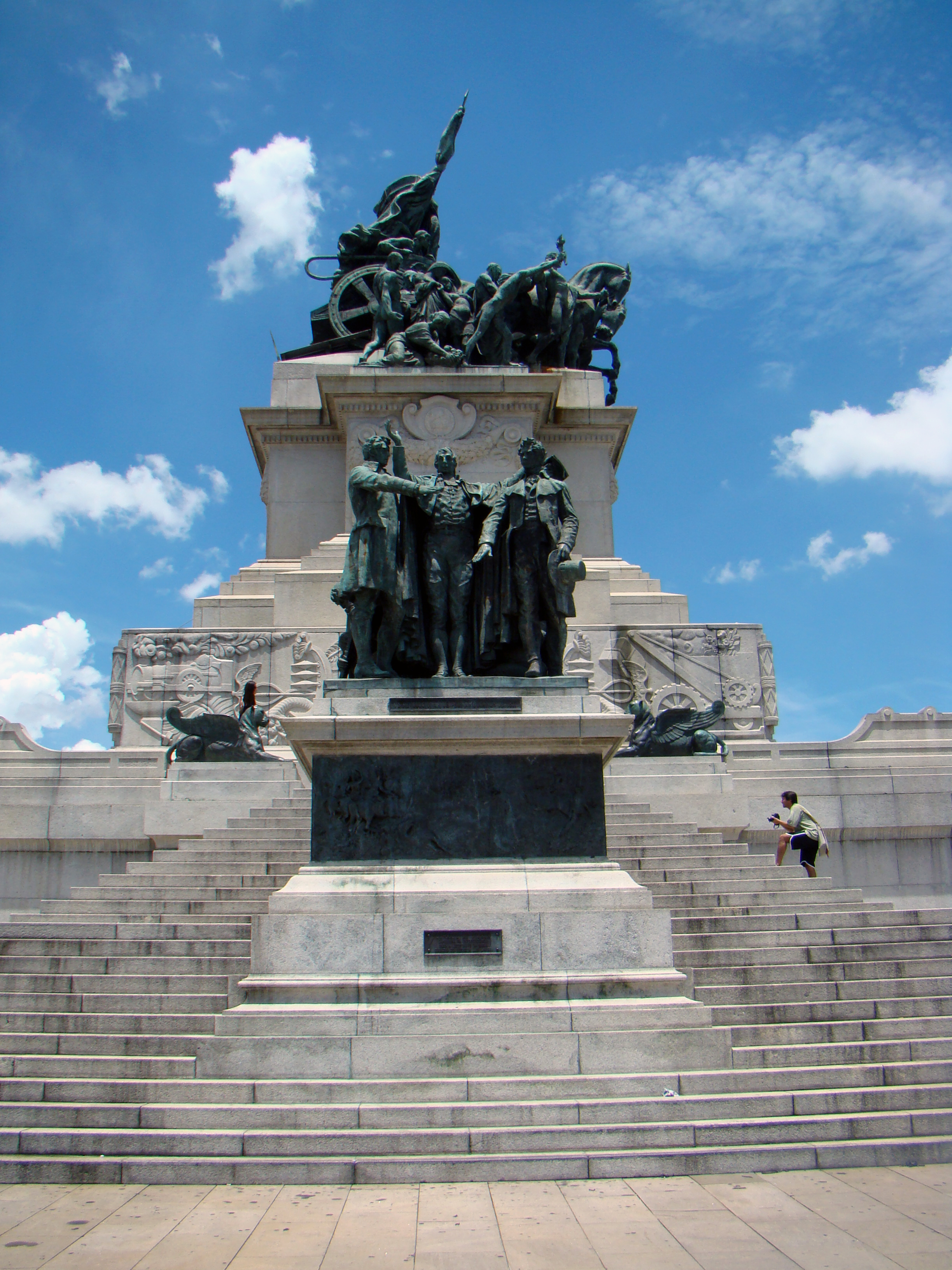
1817年代表Pernambucan revolt革命者的雕塑
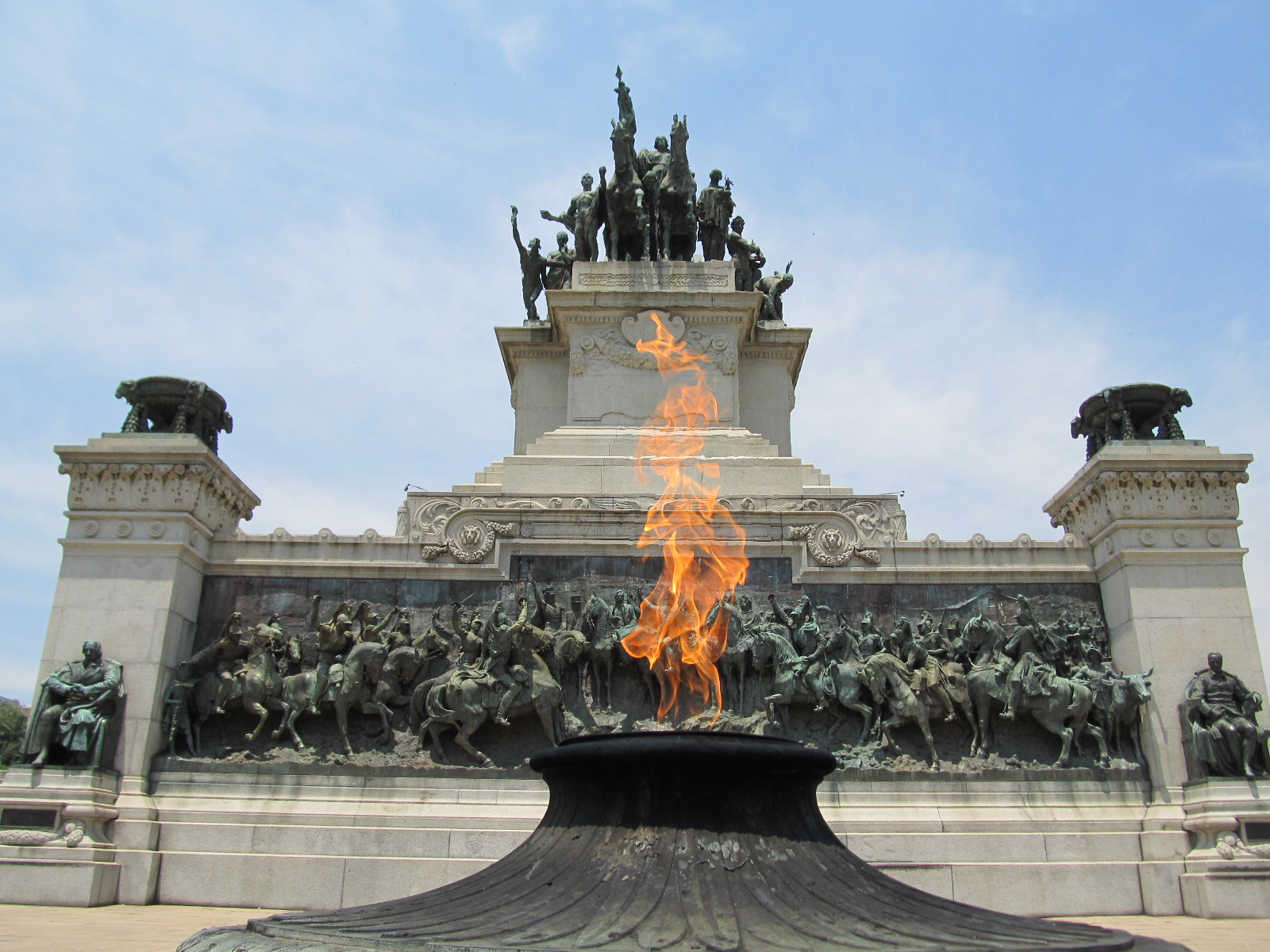
永恆之焰
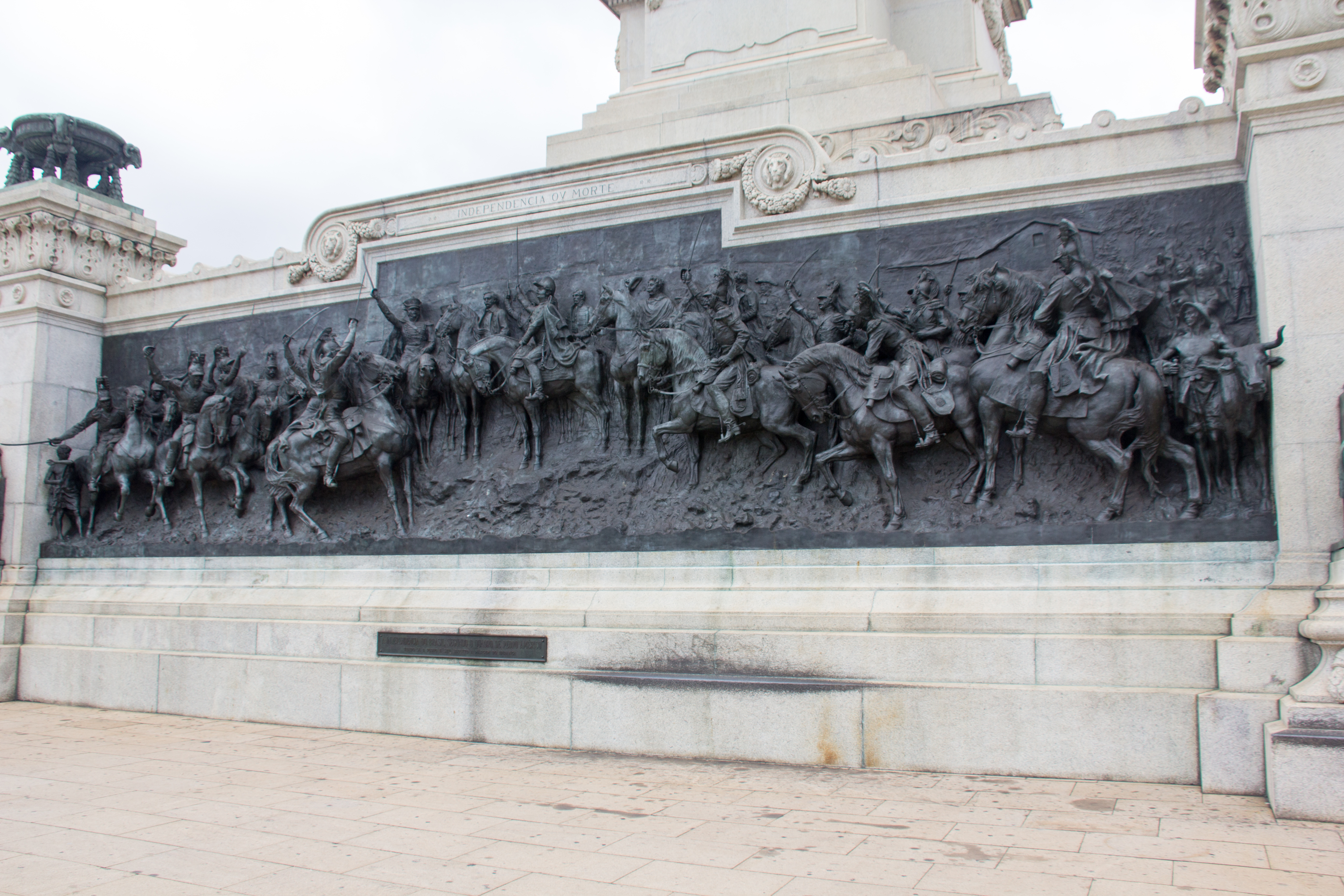
佩德羅·阿梅里科（英语：Pedro Américo）1888年的畫《獨立或死亡（英语：Independence or Death (painting)）》的衍生作品
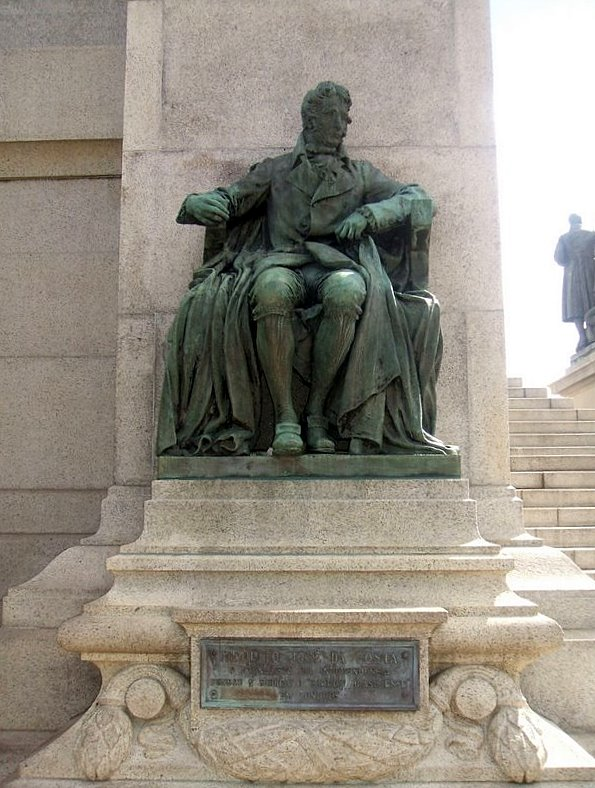
Hipólito da Costa（英语：Hipólito da Costa）——巴西新聞之父
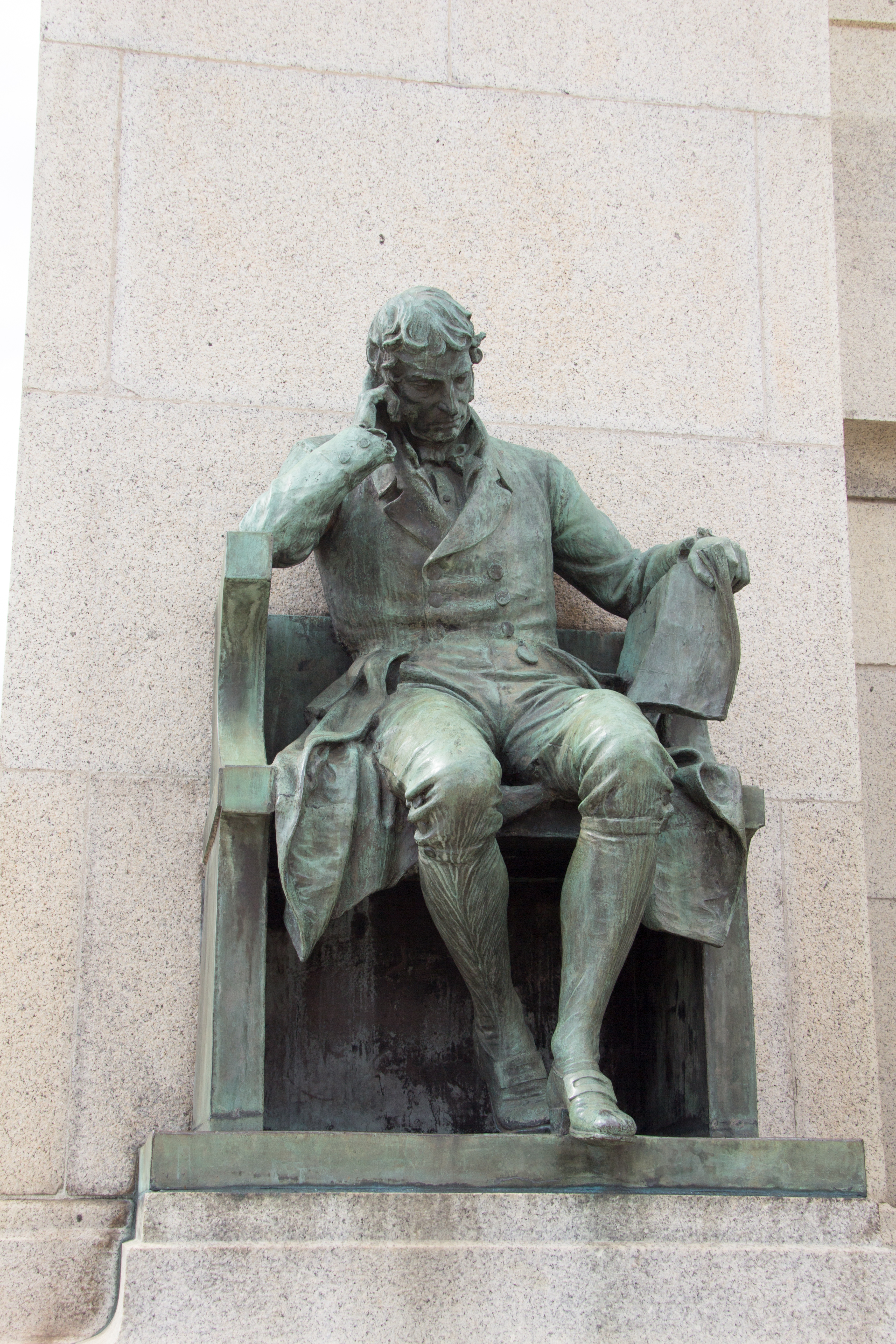
Joaquim Gonçalves Ledo（英语：Joaquim Gonçalves Ledo）——里約熱內盧獨立運動領袖
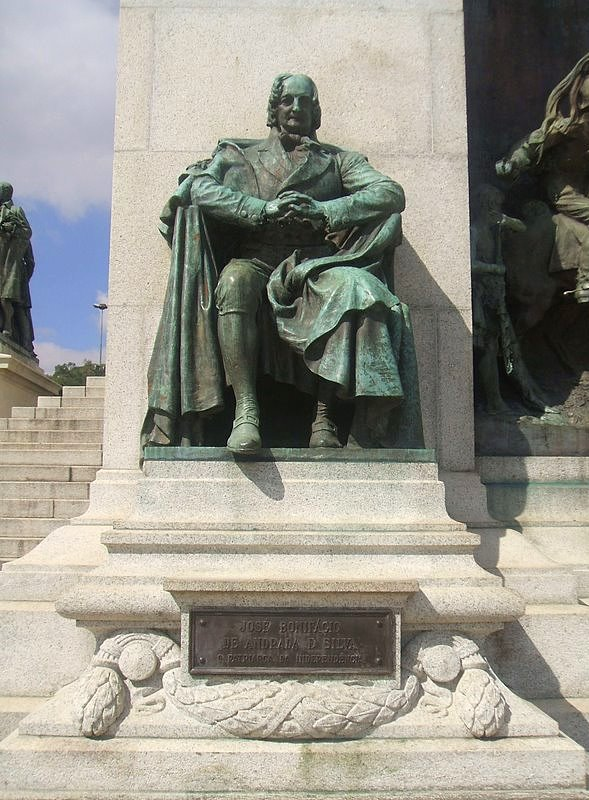
若澤·博尼法西奧·德·安德拉達——開國元勳
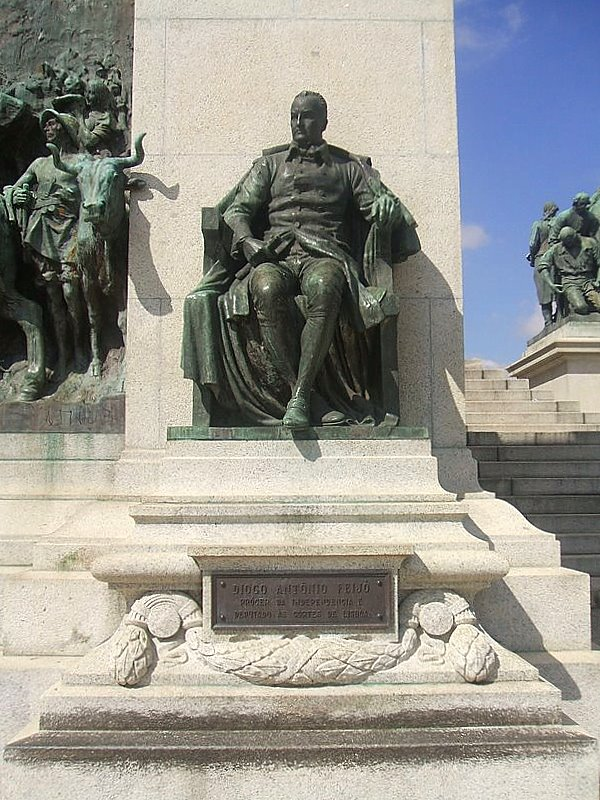
Diogo Antônio Feijó（英语：Diogo Antônio Feijó）——巴西帝國攝政王
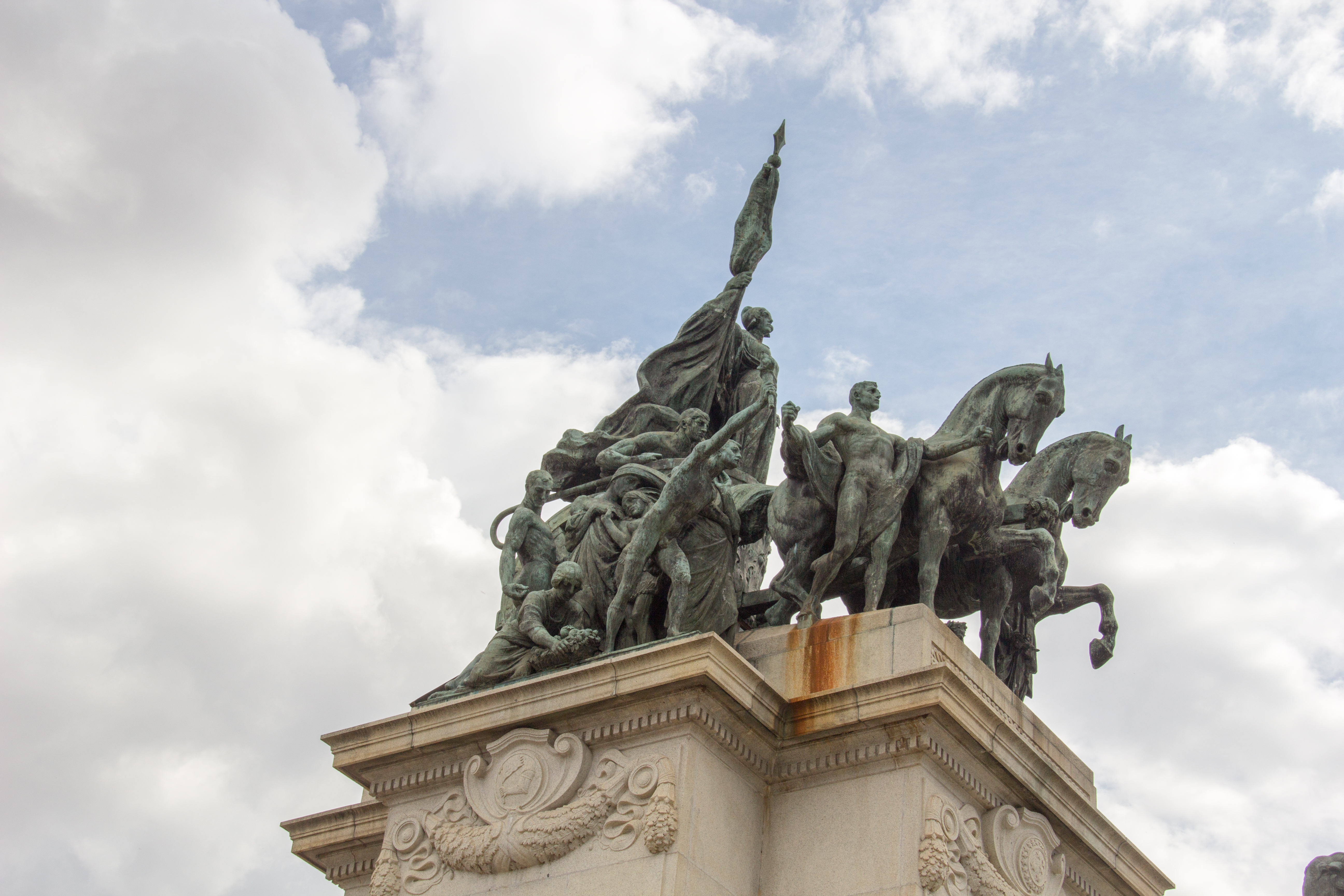
巴西民族的勝利進行曲
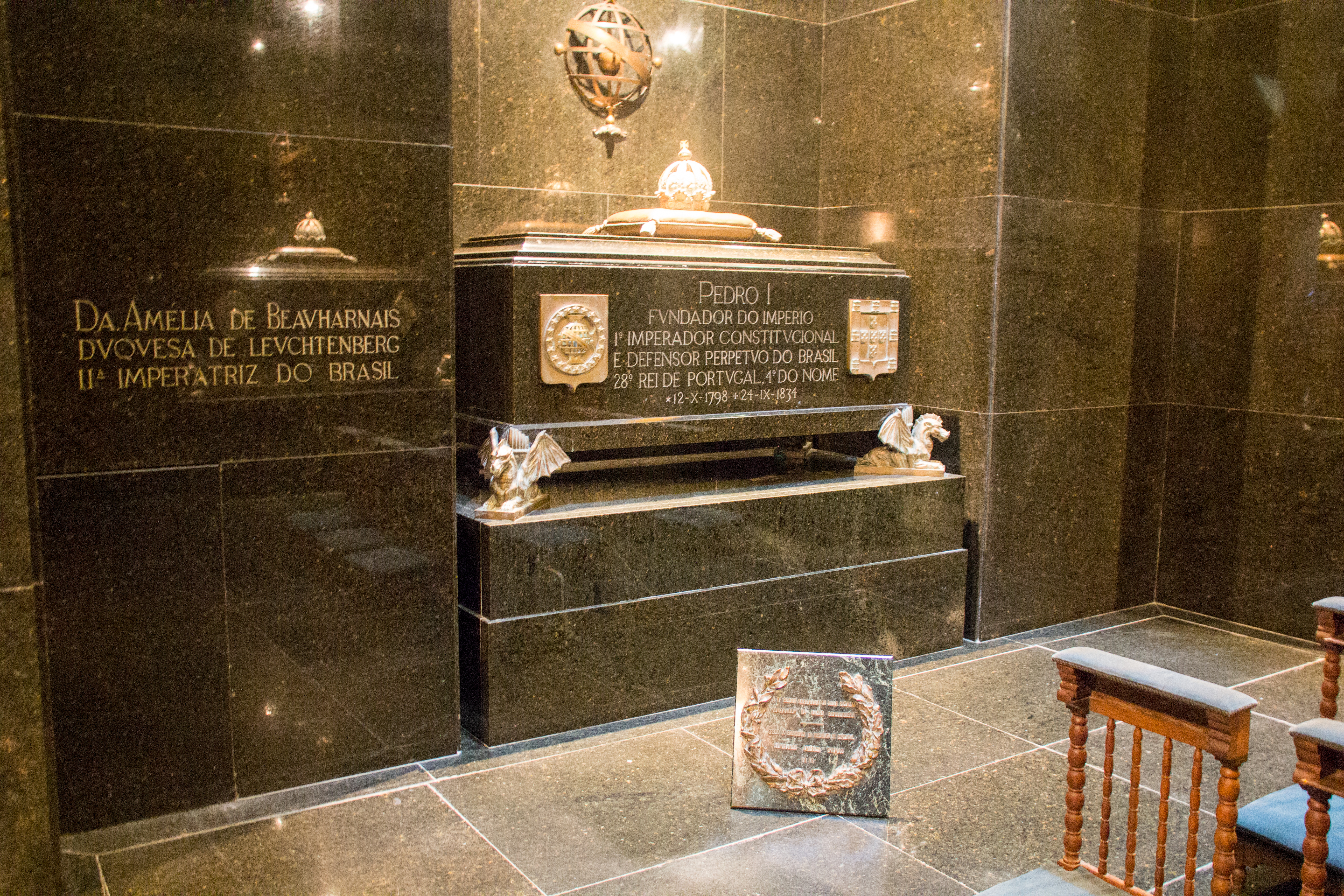
佩德羅一世的石棺
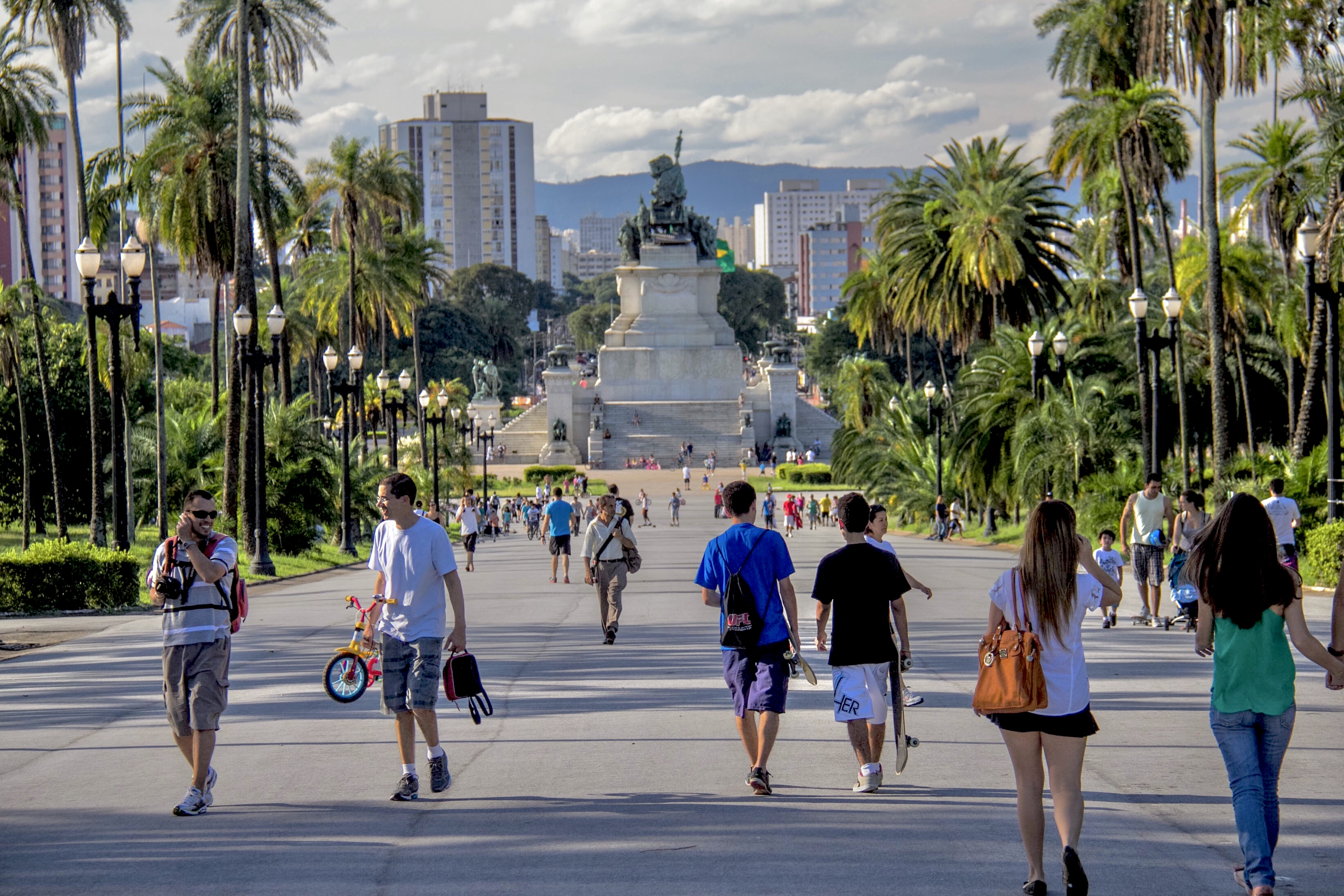
從獨立公園看去

## 外部鏈接
- Monument to the Independence of Brazil at the São Paulo City Museum Website （页面存档备份，存于） （葡萄牙語）
- 维基共享资源上的相關多媒體資源：巴西獨立紀念碑

Template:聖保羅旅遊景點